# Embelia aberrans
Embelia aberrans là một loài thực vật có hoa trong họ Anh thảo. Loài này được E.H.Walker mô tả khoa học đầu tiên năm 1939.